# ميتشيل ريان
ميتشيل ريان (بالإنجليزية: Mitchell Ryan )‏ (و. 1934  م) هو ممثل مسرحي، وممثل تلفزي أمريكي، ولد في سينسيناتي، أوهايو، بدأ مشواره المهني سنة 1958.

## وصلات خارجية
- ميتشيل ريان على موقع IMDb (الإنجليزية)
- ميتشيل ريان على موقع ألو سيني (الفرنسية)
- ميتشيل ريان على موقع ميوزك برينز (الإنجليزية)
- ميتشيل ريان على موقع أول موفي (الإنجليزية)
- ميتشيل ريان على موقع قاعدة بيانات برودواي على الإنترنت (الإنجليزية)
- ميتشيل ريان على موقع قاعدة بيانات الأفلام السويدية (السويدية)
- ميتشيل ريان على موقع إن إن دي بي (الإنجليزية)
- ميتشيل ريان على موقع قاعدة بيانات الفيلم (الإنجليزية)
- ميتشيل ريان على موقع كينوبويسك (الروسية)